# Dean Markley USA
Dean Markley USA ist ein US-amerikanisches Unternehmen mit dem Schwerpunkt Musikinstrumentenzubehör für Gitarre und Bass herzustellen. Das Privatunternehmen wurde im Jahr 1972 von Dean Markley gegründet und fokussiert sich auf die Herstellung und die Vermarktung von Gitarrensaiten, Tonabnehmern, Verstärkern und Stimmgeräten.

## Geschichte
Bevor Dean Markley sein eigenes Unternehmen gründete, war der US-Amerikaner der Besitzer eines Musikgeschäftes. Seit dem Jahr 1972 experimentierte Markley daran, neuartige länger beständige und gut klingende Gitarrensaiten zu entwickeln. Im Jahr 1975 mit der Veröffentlichung der Single Show Me the Way des US-amerikanischen Gitarristen und Sängers Peter Frampton gelang auch Markley der Durchbruch, da Frampton die Talkbox verwendete, die Markley nebenbei entwarf. Auch der britische Rockmusiker Eric Clapton verhalf dem Unternehmen zu größerer Bekanntheit, da der Brite nicht nur Markleys Talkbox während Live-Auftritten bis Mitte der 1970er Jahre verwendete, sondern auch den Gitarrenverstärker vom Typ „Signature Series 120“ Mitte der 1980er Jahre (Dean Markley and Bradshaw Switching System).
Auch andere erfolgreiche Musiker wie zum Beispiel die Gitarristen Kurt Cobain oder Dave Amato nutzten Produkte des Herstellers.